# إلياس خوري (محامي)
إلياس خوري هو وكيل نيابة، ومحامي فلسطيني متخصص في قانون الملكية. استئنف إلياس عدة مرات قضايا في محكمة عدل الاحتلال العليا، وكان من موكليه سياسيون فلسطينيون في المحاكم الإسرائيلية. اكتسب إلياس شهرة في السبعينيات عندما قاد معركة قانونية ضد المستوطنين الإسرائيليين في سبسطية وآلون موريه.